# 캘거리 앨버타 성전
캘거리 앨버타 성전은 예수 그리스도 후기 성도 교회의 140번째 성전이다. 성전 건축 의사는 2008년 10월 4일 교회 회장 토머스 S. 몬슨이 연차 대회에서 발표했다. 이 성전은 앨버타주에 지어진 세 번째 성전이었다. 이전에는 앨버타 성전으로 알려진 첫 번째 성전은 1923년 카드스턴에 지어졌다. 에드먼턴 앨버타 성전은 1999년에 문을 열었다.
이 성전에는 모로나이 천사상이 있는 단일 중앙 첨탑이 부착되어 있다. 이 성전은 밴쿠버, 브리티시컬럼비아주에 위치한 건축 회사인 애바치 건축이 설계했다. 공사 시작을 알리는 기공식은 2010년 5월 15일 칠십인 정원회의 도널드 L. 홀스트롬이 주관하여 거행되었다.

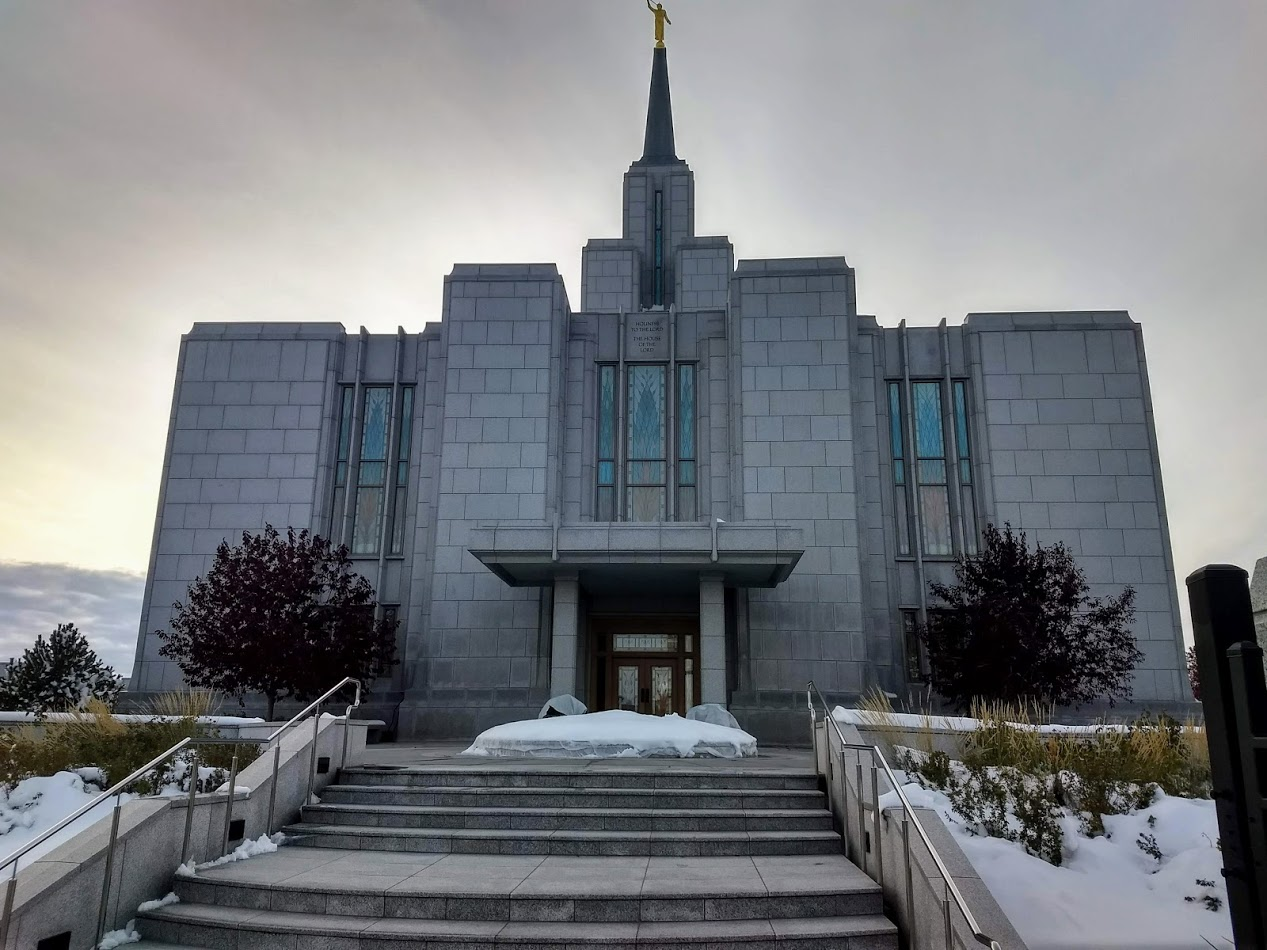
캘거리 앨버타 성전의 모습.

## 역사
교회 회장 토머스 S. 몬슨은 2008년 10월 4일 연차 대회에서 캘거리 앨버타 성전 건축 의사를 발표했다. 당시 이 성전은 캘거리 및 주변 지역의 18,000명 이상의 교회 회원을 위해 봉사할 예정이었다. 이 성전은 캘거리 북서부의 교회 로열 오크 예배당에 인접해 있다.
2010년 5월 15일에 거행된 기공식은 도널드 L. 홀스트롬이 주재했으며, 윌리엄 R. 워커와 리처드 K. 멜친을 포함한 다른 교회 총관리 역원과 지역 지도자들이 참석했다. 건설이 완료된 후, 2012년 9월 29일부터 10월 20일까지 일반 공개가 진행되었고, 10만 명 이상의 사람들이 성전을 둘러보았다. 문화 축하 행사는 2012년 10월 27일에 열렸으며, 성전은 다음 날 몬슨 회장에 의해 헌납되었다.
성전의 초대 회장은 셔우드파크, 앨버타주 출신의 전 스테이크 회장이자 지역 칠십인인 블레어 S. 베넷이었다.
2020년, 모든 교회 성전과 마찬가지로 캘거리 앨버타 성전은 코로나19 범유행으로 인해 한동안 폐쇄되었다.

## 디자인 및 건축
애바치 건축이 설계한 성전의 전통적인 후기 성도 디자인과 건축은 앨버타의 문화유산과 교회에 대한 영적인 중요성을 모두 반영한다.
이 성전은 10.17에이커 부지에 위치하며, 관목, 화단, 나무로 조경되어 있다. 이러한 요소들은 성지의 신성한 분위기를 고양하기 위한 평온한 환경을 제공하도록 설계되었다.
이 구조물은 3층 높이로, 중국산 회색 화강암으로 지어졌다. 외관은 모로나이 천사상으로 장식된 단일 중앙 첨탑이 부착되어 있으며, 상징적 중요성과 성전 전통에 부합하도록 선택되었다.
내부는 스테인드글라스 창문과 앨버타 농업을 상징하는 밀 이삭 모티프를 중심으로 한 난간, 문손잡이 등 장식 요소가 있다. 내부는 녹색과 금색으로 이루어져 있다. 성전 한 방에는 "아름다운 앨버타 풍경을 손으로 그린 벽화"가 있고, 다른 방들에는 다른 그림들이 있다. 성전에는 두 개의 의식실, 세 개의 인봉실, 그리고 침례실이 있으며, 각각 의식용으로 설계되었다.
이 디자인은 앨버타의 역사와 유산을 나타내는 요소를 사용하여 성전의 외관과 기능에 더 깊은 영적인 의미를 부여한다. 상징주의는 교회 회원들에게 중요하며, 성전 전체에서 발견되는 밀 이삭 모티프는 이 지역의 오랜 농업 역사를 나타낸다.

## 성전 회장
교회 성전은 성전 회장과 성전 부회장이 3년 임기로 지휘한다. 회장과 부회장은 성전 운영을 감독하고 성전 방문객과 직원 모두에게 지침과 훈련을 제공한다.
2012년부터 2015년까지 캘거리 앨버타 성전의 초대 회장은 블레어 S. 베넷이었고, 메리 제인 E. 베넷이 부회장을 역임했다. 2024년 현재 G. 로렌스 스팩먼이 회장이며, 플로라 E. 스팩먼이 부회장이다.

## 입장
2012년 6월 6일, 교회는 2012년 9월 29일부터 10월 20일까지 (일요일 제외) 진행될 일반 공개를 발표했다. 성전은 2012년 10월 28일 토머스 S. 몬슨에 의해 헌납되었다.
교회의 모든 성전과 마찬가지로, 이 성전은 일요일 예배에 사용되지 않는다. 교회 회원들에게 성전은 주님의 신성한 집으로 여겨진다. 헌납된 후에는 현재 성전 추천서를 가진 교회 회원만이 예배를 위해 들어갈 수 있다.

## 같이 보기
- 예수 그리스도 후기 성도 교회 성전 비교
- 캘거리의 예배 장소 목록
- 예수 그리스도 후기 성도 교회의 성전 목록
- 지역별 예수 그리스도 후기 성도 교회 성전 목록
- 성전 건축 (후기 성도)
- 캐나다의 예수 그리스도 후기 성도 교회